# خانه عظیمیان
خانه عظیمیان مربوط به دوره ایلخانیان است و در سبزوار، خیابان مدرس، کوچه نقابشک بالا، واقع شده است. این اثر در تاریخ ۷ مهر ۱۳۸۱ با شمارهٔ ثبت ۶۴۲۶ به‌عنوان یکی از آثار ملی ایران به ثبت رسیده است.
خانهٔ عظیمیان چهارصفه است دیوارهایش پنجره‌های اندکی دارند. در دهه‌های اخیر انبارهای سمت جنوبی حیات آن برای ساخت خیابان تخریب شدند اما اصل بنا باقی ماند و وضعیت نسبتاً مناسبی دارد. صاحبانی کنونی خانه، بدون از بین بردن ساختار بنا، تغییراتی جزئی اعمال کرده‌اند، بدین صورت که دستشویی و حمام ساخته‌اند و در عوض آشپزخانه را کوچک‌تر کردند.